# Liste der Monuments historiques in Brunvillers-la-Motte
Die Liste der Monuments historiques in Brunvillers-la-Motte führt die Monuments historiques in der französischen Gemeinde Brunvillers-la-Motte auf.

## Liste der Bauwerke
| Bezeichnung      | Beschreibung              | Standort | Kennzeichnung | Schutzstatus | Datum | Bild           |
| ---------------- | ------------------------- | -------- | ------------- | ------------ | ----- | -------------- |
| Kirche St-Michel | Erbaut im 16. Jahrhundert | (Lage)   | PA00114556    | Classé       | 1922  | weitere Bilder |